# Urs Hölzle
Urs Hölzle, né en 1964 à Bâle, est un informaticien suisse, vice-président des infrastructures et « Super Googleur » (« Google Fellow », titre honorifique[réf. souhaitée]) chez Google. Il est l'un des dix premiers employés de l'entreprise, et a contribué pour beaucoup à son développement.
Il travaille également sur la diminution de la consommation énergétique de Google.

## Biographie
Urs Hölzle naît en 1964 à Bâle. Il a la nationalité suisse. Il grandit à Liestal, dans le canton de Bâle-Campagne.
Il étudie l'informatique à l'École polytechnique fédérale de Zurich de 1983 ou 1984 à 1988. Il obtient par la suite une bourse puis un doctorat de l'université Stanford en 1994, avant de devenir la même année professeur assistant à l'université de Californie à Santa Barbara.
Il cofonde peu après l'entreprise Animorphic Systems, spécialisée dans les système de discussion et Java. L'entreprise est vendue en 1997 à Sun Microsystems.
Il rejoint l'entreprise Google trois ou six mois seulement après sa création en septembre 1998, devenant son septième employé. Il en devient Google Fellow en 2001.
Le conseiller fédéral Johann Schneider-Ammann le rencontre en 2015 lors de sa visite aux États-Unis.
Il est marié à la biologiste allemande Geeske Joel.